# Megaselia luederwaldti
Megaselia luederwaldti är en tvåvingeart som först beskrevs av Günther Enderlein 1912.  Megaselia luederwaldti ingår i släktet Megaselia och familjen puckelflugor. Inga underarter finns listade i Catalogue of Life.